# 1987 في اليابان
فيما يلي قوائم الأحداث التي وقعت خلال عام 1987 في اليابان.

## سياسة

### تعيين في المنصب
- 6 نوفمبر – كييتشي ميازاوا نائب رئيس وزراء اليابان [الإنجليزية]‏.
- 6 نوفمبر – نوبورو تاكه-شيتا رئيس وزراء اليابان.

### انتهاء فترة المنصب
- 6 نوفمبر – ياسوهيرو ناكاسونه رئيس وزراء اليابان.

## رياضة
- 1 نوفمبر – جائزة اليابان الكبرى 1987 الفائز غيرهارد بيرغر.

## ظهور
- 1 يناير – الغابة النروجية رواية من تأليف هاروكي موراكامي.

## برامج ومسلسلات وأنمي
- الحصن
- حماة الكواكب

## كتب
من الكتب التي صدرت هذه السنة في اليابان:
- 1 يناير – الغابة النروجية من تأليف هاروكي موراكامي.

## مواليد

### يناير
- 11 يناير – ماري تاناكا لاعبة كرة مضرب يابانية.
- 23 يناير – شونيشيرو زايتسو لاعب كرة قدم ياباني.[1]
- 26 يناير – يويتشي موريموتو لاعب كرة قدم ياباني.[2]
- 28 يناير – كاناي هيسامي لاعبة كرة مضرب يابانية.
- 29 يناير – كازوهيسا كاواهارا لاعب كرة قدم ياباني.[3]

### فبراير
- 1 فبراير – شيوري إيزاوا مؤدّية صوت يابانية.
- 3 فبراير – نوريوكي سوغاساوا لاعب كرة سلة ياباني.
- 9 فبراير – تيتسويا فوناتسو لاعب كرة قدم ياباني.[4]
- 12 فبراير – شوتارو إيهاتا لاعب كرة قدم ياباني.[5]
- 14 فبراير – ناتسومي تاكاموري
- 22 فبراير – شينجي توميناري لاعب كرة قدم ياباني.[6]
- 23 فبراير – تاكورو يوشيأوكا لاعب كرة قدم ياباني.[7]
- 23 فبراير – تسوكاسا أوميساكي لاعب كرة قدم ياباني.[8]
- 25 فبراير – هيرونوري نيشي لاعب كرة قدم ياباني.[9]

### مارس
- 7 مارس – هاروكا تيروي
- 14 مارس – سوناو أوزاكي لاعب كرة قدم ياباني.[10]
- 17 مارس – كوسوكي ناكاهارا لاعب كرة قدم ياباني.[11]
- 24 مارس – يوهي إواساكي لاعب كرة قدم ياباني.[12]
- 29 مارس – ماساو تسوجي لاعب كرة قدم ياباني.[13]
- 29 مارس – يوكي توما لاعب كرة قدم ياباني.[14]

### أبريل
- 2 أبريل – تاكايوكي توميت لاعب كرة قدم ياباني.[15]
- 2 أبريل – شو موراتا لاعب كرة قدم ياباني.[16]
- 2 أبريل – يوكي كوابا لاعب كرة قدم ياباني.[17]
- 3 أبريل – شينجي كانيكو لاعب كرة قدم ياباني.[18]
- 4 أبريل – نوريهيرو كواكامي لاعب كرة قدم ياباني.[19]
- 5 أبريل – جونيتشي ياناغيتا مؤدّي صوت ياباني.
- 9 أبريل – كاتسويا سنأزاكي لاعب كرة قدم ياباني.[20]
- 9 أبريل – يوسوكي تاناهاشي لاعب كرة قدم ياباني.[21]
- 10 أبريل – يوجي راكوتن لاعب كرة قدم ياباني.[22]
- 12 أبريل – يوهي فوكوموتو لاعب كرة قدم ياباني.[23]
- 13 أبريل – أياكي سوزوكي لاعب كرة قدم ياباني.[24]
- 15 أبريل – كوهي ميشيما لاعب كرة قدم ياباني.[25]
- 15 أبريل – كينتا نيشيوكا لاعب كرة قدم ياباني.[26]
- 16 أبريل – ساتوشي كوكينو لاعب كرة قدم ياباني.[27]
- 18 أبريل – دايسوكي إيتو لاعب كرة قدم ياباني.[28]
- 18 أبريل – كازوكي أبه لاعب كرة قدم ياباني.[29]
- 19 أبريل – ماساكازو كيهارا لاعب كرة قدم ياباني.[30]
- 24 أبريل – هيروشي إيتشيهارا لاعب كرة قدم ياباني.[31]
- 27 أبريل – أني سوزوكي[32]
- 27 أبريل – تاكومي اوغاوا لاعب كرة قدم ياباني.[33]
- 27 أبريل – كوتا أوكي لاعب كرة قدم ياباني.[34]
- 27 أبريل – هيروتاكا أوتشيزونو لاعب كرة قدم ياباني.[35]
- 28 أبريل – تاكاهايدي كيشي لاعب كرة قدم ياباني.[36]

### مايو
- 1 مايو – ريكيهيرو سوجياما لاعب كرة قدم ياباني.[37]
- 1 مايو – ماساكي ياناغاوا لاعب كرة قدم ياباني.[38]
- 2 مايو – نانا كيتادي مغنية يابانية.
- 3 مايو – شيجيرو يوكوتاني لاعب كرة قدم ياباني.[39]
- 4 مايو – شومبي ساياما لاعب كرة قدم ياباني.
- 5 مايو – تاتسونوري فوجي لاعب كرة سلة ياباني.
- 5 مايو – ميو هوشينو
- 6 مايو – تاكايوكي فونياما لاعب كرة قدم ياباني.[40]
- 6 مايو – يوكي شيباساكي لاعب كرة قدم ياباني.[41]
- 7 مايو – أكيهيرو هاياشي لاعب كرة قدم ياباني.[42]
- 8 مايو – يوسيإي أوكادا لاعب كرة قدم ياباني.[43]
- 10 مايو – ناويوشي فوكوموتو لاعب كرة قدم ياباني.[44]
- 11 مايو – تومواكي مايكنو لاعب كرة قدم ياباني.
- 11 مايو – توموهيسا ناكاتا لاعب كرة قدم ياباني.[45]
- 11 مايو – جونكإ كويكي لاعب كرة قدم ياباني.[46]
- 12 مايو – تورو مورينو لاعب كرة قدم ياباني.[47]
- 13 مايو – كيوكاز ماسودا لاعب كرة قدم ياباني.[48]
- 14 مايو – ساتوشي توكيوا لاعب كرة قدم ياباني.[49]
- 15 مايو – شوتا أوتسكا لاعب كرة قدم ياباني.[50]
- 15 مايو – كينبي أوسوي لاعب كرة قدم ياباني.[51]
- 15 مايو – كينغو تاكاشيما لاعب كرة قدم ياباني.[52]
- 15 مايو – هيروشي أدزوما لاعب كرة قدم ياباني.[53]
- 17 مايو – هيروتشيكا ميوشي لاعب كرة قدم ياباني.[54]
- 18 مايو – هيديا أوكاموتو لاعب كرة قدم ياباني.[55]
- 20 مايو – مايك هافينار لاعب كرة قدم ياباني.[56]
- 21 مايو – ماساتو موريشيغي لاعب كرة قدم ياباني.[57]
- 22 مايو – تاكويا إغوتشي مؤدّي صوت ياباني.
- 28 مايو – يوتا سوزوكي لاعب كرة قدم ياباني.[58]
- 31 مايو – هاروكي نيشيمورا لاعب كرة قدم ياباني.[59]

### يونيو
- 2 يونيو – سيا فوجيتا لاعب كرة قدم ياباني.[60]
- 3 يونيو – شوجو ناكاتسورو لاعب كرة قدم ياباني.[61]
- 3 يونيو – ماسامي ناغاساوا ممثلة يابانية.[62]
- 4 يونيو – أكيرا كاجيوارا لاعب كرة قدم ياباني.[63]
- 4 يونيو – يوكي ناكامورا لاعب كرة قدم ياباني.[64]
- 8 يونيو – شونسوكي تسوتسومي لاعب كرة قدم ياباني.[65]
- 8 يونيو – يوجي فوجيكاوا لاعب كرة قدم ياباني.[66]
- 12 يونيو – يوسوكي ميياجي لاعب كرة قدم ياباني.[67]
- 13 يونيو – يوساكو هيجا لاعب كرة قدم ياباني.[68]
- 13 يونيو – يوشييا نيشيزاوا لاعب كرة قدم ياباني.[69]
- 17 يونيو – نوزومي تسوجي[70]
- 18 يونيو – هيروكازو أوسامي لاعب كرة قدم ياباني.[71]
- 19 يونيو – كينتا كاتو لاعب كرة قدم ياباني.[72]
- 19 يونيو – موتسومي تامورا مؤدّية صوت يابانية.
- 19 يونيو – ناوكي ميهارا لاعب كرة قدم ياباني.[73]
- 22 يونيو – كوتا أمانو لاعب كرة قدم ياباني.[74]
- 22 يونيو – ناأويوكي فوجيتا لاعب كرة قدم ياباني.[75]
- 22 يونيو – يويا ناكامورا لاعب كرة قدم ياباني.[76]
- 23 يونيو – أتسوتو تاتارا لاعب كرة قدم ياباني.[77]
- 24 يونيو – شينجي موريتا لاعب كرة قدم ياباني.[78]
- 24 يونيو – موتوما أوهاشي لاعب كرة قدم ياباني.[79]
- 25 يونيو – شوهي كيوهارا لاعب كرة قدم ياباني.[80]
- 25 يونيو – هيرويوكي أومايشي لاعب كرة قدم ياباني.[81]
- 27 يونيو – جون ياناغيساوا لاعب كرة قدم ياباني.
- 29 يونيو – كينتو تسوروماكي لاعب كرة قدم ياباني.[82]
- 30 يونيو – كازوشكي كوريواتا لاعب كرة قدم ياباني.[83]
- 30 يونيو – يوهي تاكيدا لاعب كرة قدم ياباني.[84]

### يوليو
- 5 يوليو – يو هاسيغاوا لاعب كرة قدم ياباني.[85]
- 6 يوليو – ساتوشي يوشيأوكا لاعب كرة قدم ياباني.[86]
- 6 يوليو – ناوميتشي هيراما لاعب كرة قدم ياباني.[87]
- 6 يوليو – يوهيي هاماساكي لاعب كرة قدم ياباني.[88]
- 7 يوليو – ماساتوشي ميزوتاني لاعب كرة قدم ياباني.[89]
- 7 يوليو – نوبورو ناكاياما لاعب كرة قدم ياباني.[90]
- 7 يوليو – هيروفومي واتانابي لاعب كرة قدم ياباني.
- 7 يوليو – هيرونوبو أونو لاعب كرة قدم ياباني.[91]
- 8 يوليو – يوسوكي تيرادا لاعب كرة قدم ياباني.[92]
- 10 يوليو – هيروتسوج كاكو لاعب كرة قدم ياباني.
- 11 يوليو – كاتو شيقياكي مغني ياباني.[93]
- 11 يوليو – يوتا أكيموتو لاعب كرة قدم ياباني.[94]
- 12 يوليو – يوشيهيرو ماساك لاعب كرة قدم ياباني.
- 13 يوليو – يويا هاشيأوتشي لاعب كرة قدم ياباني.[95]
- 15 يوليو – جونيا تاناكا لاعب كرة قدم ياباني.[96]
- 15 يوليو – يوكي ناغاساتو لاعبة كرة قدم يابانية.[97]
- 19 يوليو – تاكانوري شياكي لاعب كرة قدم ياباني.[98]
- 23 يوليو – كوسوكه أوتا لاعب كرة قدم ياباني.[99]
- 23 يوليو – ناويا أوهاشي لاعب كرة قدم ياباني.[100]
- 26 يوليو – جون كاناكوبو لاعب كرة قدم ياباني.[101]
- 27 يوليو – شينغو ويك ملاكم ياباني.
- 28 يوليو – شوجو ماتسوؤو لاعب كرة قدم ياباني.[102]
- 28 يوليو – يوشيفومي كاشيوا لاعب كرة قدم ياباني.[103]
- 29 يوليو – دان هابتا لاعب كرة قدم ياباني.[104]

### أغسطس
- 4 أغسطس – تاتسويا أونودرا لاعب كرة قدم ياباني.[105]
- 4 أغسطس – تادامي ياسودا لاعب كرة قدم ياباني.[106]
- 7 أغسطس – ريوجي فوكوي لاعب كرة قدم ياباني.[107]
- 7 أغسطس – شينك وادا لاعب كرة قدم ياباني.[108]
- 8 أغسطس – كازوكي إيتو لاعب كرة قدم ياباني.[109]
- 10 أغسطس – تشيناتسو أكاساكي
- 11 أغسطس – اكيتو ميورا لاعب كرة قدم ياباني.[110]
- 11 أغسطس – شوتا آوي
- 11 أغسطس – كازوكي سوريماتشي لاعب كرة قدم ياباني.[111]
- 11 أغسطس – كيسوكي ناإيتو لاعب كرة قدم ياباني.[112]
- 16 أغسطس – إيري كيتامورا[113]
- 16 أغسطس – كاي هيرانو لاعب كرة قدم ياباني.[114]
- 21 أغسطس – أكيهيكو تاكيشيجي لاعب كرة قدم ياباني.[115]
- 22 أغسطس – توموهيكو موراياما لاعب كرة قدم ياباني.[116]
- 24 أغسطس – ماساكي ياماموتو لاعب كرة قدم ياباني.[117]
- 27 أغسطس – جوني كوسوكامي لاعب كرة قدم ياباني.[118]
- 27 أغسطس – ريوتا دوي لاعب كرة قدم ياباني.[119]
- 28 أغسطس – دايغو نيشي لاعب كرة قدم ياباني.[120]
- 28 أغسطس – كين ماتسوموتو لاعب كرة قدم ياباني.[121]
- 29 أغسطس – يوتا ناراوا لاعب كرة قدم ياباني.[122]

### سبتمبر
- 3 سبتمبر – كوكي تاكاهاشي متسابق دراجات نارية ياباني.
- 5 سبتمبر – توموهيرو ياموتشي لاعب كرة قدم ياباني.[123]
- 6 سبتمبر – جونيا كيمورا لاعب كرة قدم ياباني.[124]
- 6 سبتمبر – ميتسكي واتانابي لاعب كرة قدم ياباني.[125]
- 11 سبتمبر – تاكيشي ايتو لاعب كرة قدم ياباني.[126]
- 12 سبتمبر – جون سوزوكي لاعب كرة قدم ياباني من مواليد 1987.
- 13 سبتمبر – آي كايانو
- 13 سبتمبر – شونيتشي تاناكا لاعب كرة قدم ياباني.[127]
- 18 سبتمبر – ياسوهيتو موريشيما لاعب كرة قدم ياباني.[128]
- 23 سبتمبر – يو كوباياشي لاعب كرة قدم ياباني.[129]
- 25 سبتمبر – شينك كينوشيتا لاعب كرة قدم ياباني.[130]

### أكتوبر
- 2 أكتوبر – كوسوكه أوتشيدا لاعب كرة قدم ياباني.[131]
- 3 أكتوبر – يوتارو تاكاهاشي لاعب كرة قدم ياباني.[132]
- 4 أكتوبر – أتومو تاناكا لاعب كرة قدم ياباني.[133]
- 5 أكتوبر – يوجي كيمورا لاعب كرة قدم ياباني.[134]
- 7 أكتوبر – إيجي تومي لاعب كرة قدم ياباني.[135]
- 8 أكتوبر – أيا هيرانو[136]
- 9 أكتوبر – أسامي يوشيدا لاعبة كرة سلة يابانية.[137]
- 9 أكتوبر – كازوشي أوتشيدا لاعب كرة قدم ياباني.[138]
- 12 أكتوبر – ريو أوكاوارا لاعب كرة قدم ياباني.
- 13 أكتوبر – كوهي كاواتا لاعب كرة قدم ياباني.[139]
- 14 أكتوبر – كوجي اساتو لاعب كرة قدم ياباني.[140]
- 17 أكتوبر – دايكي هاتوري لاعب كرة قدم ياباني.[141]
- 17 أكتوبر – هيديتو تاكاهاشي لاعب كرة قدم ياباني.[142]
- 27 أكتوبر – ماكوتو سوغيموتو لاعب كرة قدم ياباني.[143]
- 29 أكتوبر – شوم إيتو لاعب كرة قدم ياباني.[144]
- 29 أكتوبر – ماكوتو اوجاوا[145]
- 29 أكتوبر – يوتارو فوكوشيما لاعب كرة قدم ياباني.
- 30 أكتوبر – يومي أوتشياما مؤدّية صوت يابانية.

### نوفمبر
- 4 نوفمبر – يوجي كيرولان لاعب كرة قدم ياباني.[146]
- 6 نوفمبر – ناوكي مياتا لاعب كرة قدم ياباني.[147]
- 7 نوفمبر – تاتسويا ياماشيتا لاعب كرة قدم ياباني.[148]
- 8 نوفمبر – تاكاشي كوباياشي سائق سباق ياباني.
- 11 نوفمبر – تيغوشي يويا
- 14 نوفمبر – إيبوكإ كاتو لاعب كرة قدم ياباني.[149]
- 17 نوفمبر – تاكافومي سوزوكي لاعب كرة قدم ياباني.[150]
- 18 نوفمبر – توشييا سويهيوش لاعب كرة قدم ياباني.[151]
- 18 نوفمبر – هيتومي هارادا[152]
- 23 نوفمبر – شينغو هوندا لاعب كرة قدم ياباني.[153]
- 23 نوفمبر – كوجي ديت ممثل ياباني.
- 30 نوفمبر – ناوتو يوشي لاعب كرة قدم ياباني.[154]

### ديسمبر
- 4 ديسمبر – شوكي هيراي لاعب كرة قدم ياباني.[155]
- 4 ديسمبر – ميهو أراكاوا
- 4 ديسمبر – يوجي ساكودا لاعب كرة قدم ياباني.[156]
- 5 ديسمبر – تاكوما آبي لاعب كرة قدم ياباني.[157]
- 5 ديسمبر – هيروتادا إيتو لاعب كرة قدم ياباني.[158]
- 8 ديسمبر – دايكي كاناي لاعب كرة قدم ياباني.[159]
- 8 ديسمبر – كينتا إيشي لاعب كرة قدم ياباني.[160]
- 9 ديسمبر – هيكارو ناكامورا لاعب شطرنج من الولايات المتحدة الأمريكية.
- 10 ديسمبر – كيوهي ميياما لاعب كرة قدم ياباني.[161]
- 15 ديسمبر – كازويا أوكامورا لاعب كرة قدم ياباني.[162]
- 15 ديسمبر – يوسوكي كاشيواغي لاعب كرة قدم ياباني.[163]
- 16 ديسمبر – هيساكو كانيموتو[164]
- 19 ديسمبر – شاكو أوياما لاعبة كرة مضرب يابانية.
- 20 ديسمبر – تشيهارو ساواشيرو
- 20 ديسمبر – ميتشيهيرو ياسودا لاعب كرة قدم ياباني.[165]
- 21 ديسمبر – كازوكي موراكامي لاعب كرة قدم ياباني.[166]
- 26 ديسمبر – ناأويوكي يامادا لاعب كرة قدم ياباني.[167]
- 28 ديسمبر – تسويوشي كوداما لاعب كرة قدم ياباني.[168]

## وفيات

### يناير
- 21 يناير – اكي كاجيوارا (مواليد 1936)[169]

### يونيو
- 17 يونيو – ياسو هاروياما (مواليد 1906) لاعب كرة قدم ياباني.[170]

### أغسطس
- 7 أغسطس – نوبوسوكه كيشي (مواليد 1896)[171]